# Incontri ravvicinati del terzo tipo
Incontri ravvicinati del terzo tipo (Close Encounters of the Third Kind) è un film del 1977 scritto, diretto e ideato da Steven Spielberg.
È una pellicola fantascientifica nella quale viene narrato un ipotetico primo contatto tra l'umanità ed entità extraterrestri.
Il titolo deriva dalla classificazione degli incontri ravvicinati elaborata dall'astrofisico e ricercatore ufologico Josef Allen Hynek nel 1972, in cui un incontro ravvicinato "del terzo tipo" (il più elevato nella scala originale proposta) indica una osservazione di "esseri animati" in associazione con un avvistamento di UFO.
Vincitore di vari premi tra cui due premi Oscar e un David di Donatello, nel 2007 il film è stato selezionato per la conservazione nel National Film Registry della Biblioteca del Congresso degli Stati Uniti d'America.
Nel 1998 l'American Film Institute l'ha inserito al sessantaquattresimo posto della classifica dei migliori cento film statunitensi di tutti i tempi.

## Trama
Nel deserto di Sonora, lo scienziato francese Claude Lacombe, ospite principale della Conferenza di Montsoreau, e il suo interprete statunitense David Laughlin, insieme ad altri ricercatori scientifici, ritrovano la famosa "Squadriglia 19", 5 aerei motosiluranti TBM Avengers scomparsi nell'area del Triangolo delle Bermude durante una normale esercitazione nel dicembre del 1945. I velivoli sono intatti e operativi, ma non vi è alcuna traccia dei piloti. Si inizia ad indagare su questo e altri strani eventi, nel tentativo di trovare una spiegazione. Nel frattempo a Muncie, nell'Indiana, un bambino di tre anni, Barry Guiler, si sveglia improvvisamente nella notte in un momento in cui i suoi giocattoli e gli oggetti di casa sua iniziano incredibilmente a muoversi da soli. Affascinato e per nulla spaventato, si alza dal letto e corre fuori casa, costringendo la madre, Jillian, ad inseguirlo.
Nel frattempo l'addetto al controllo delle linee elettriche Roy Neary, sposato con Ronnie e padre di tre bambini, mentre lavora ad un intervento di manutenzione, rimane coinvolto in un inseguimento di quattro UFO da parte della polizia, vivendo così un "incontro ravvicinato" a bordo del suo furgone. Durante la stessa notte incontra sulla strada anche Jillian, che è riuscita a raggiungere Barry per riportarlo a casa. Roy, dopo l'incontro ravvicinato, rimane sconvolto (oltre che scottato su metà del corpo) e inizia subito a dare segni di pazzia, tra i quali il più evidente è un'ossessione da immagini mentali, in cui gli compare una forma simile a quella di una montagna a tronco di cono, che cerca in tutti i modi di riprodurre. Anche Jillian sviluppa la stessa ossessione, dopo aver vissuto un incontro ravvicinato presso la sua abitazione: gli UFO passano vicino ad essa e, nonostante lei cerchi di chiudere ogni apertura, il piccolo Barry viene risucchiato e portato via, rimanendo vittima di un rapimento alieno.

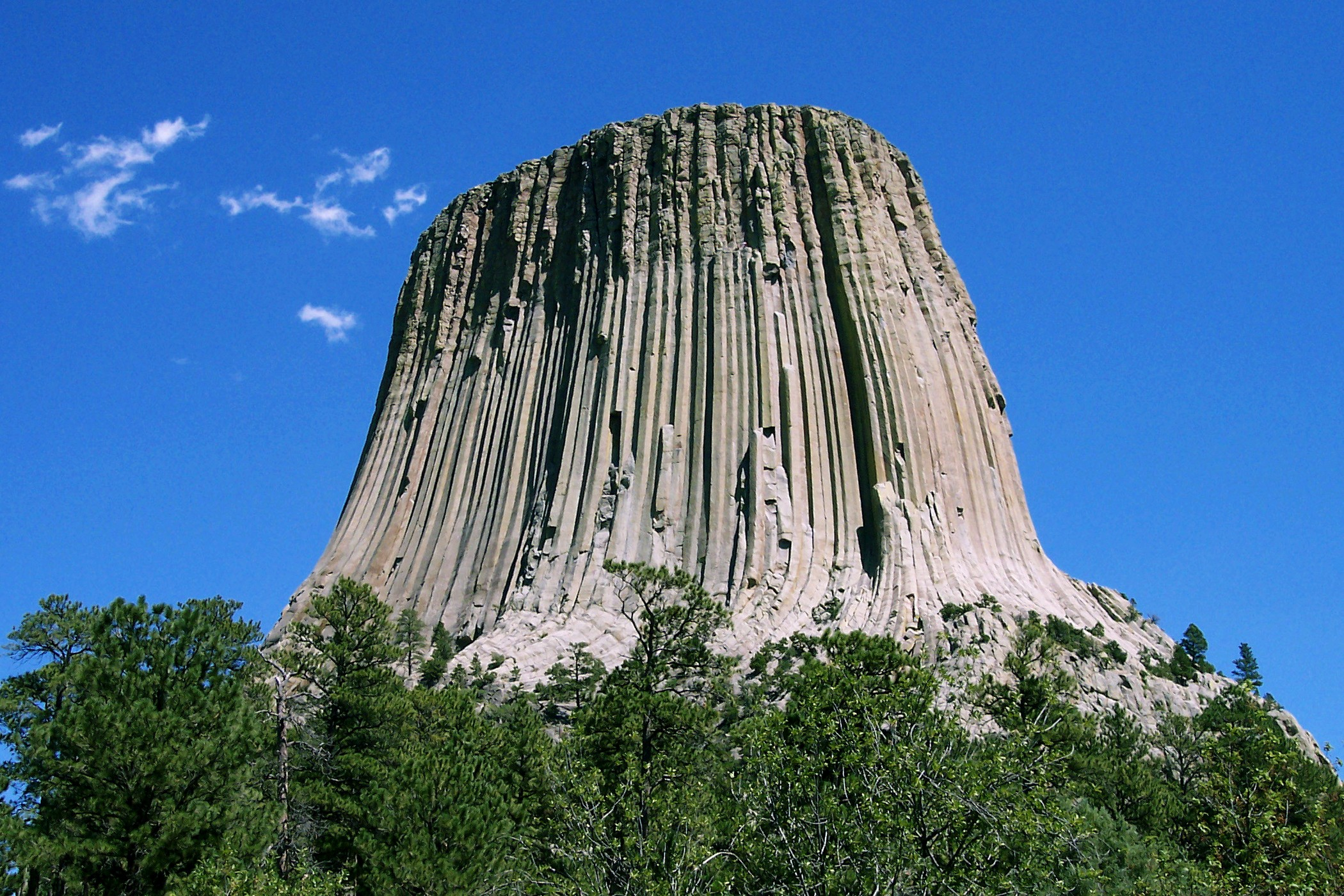
Torre del Diavolo, Wyoming

Questa intensa attività ufologica non riguarda però solo l'Indiana o solo gli Stati Uniti, ma è molto presente in tutto il mondo. Nel corso delle indagini il professor Lacombe e i suoi assistenti si rendono conto che i testimoni raccontano tutti di aver sentito, durante gli incontri, una particolare sequenza di note musicali emessa dagli UFO, uguale in tutti i casi. Ulteriori indagini ed elaborazioni traducono tali note in precise coordinate, che secondo Lacombe sono le coordinate geografiche del luogo in cui le entità extraterrestri vorrebbero incontrarsi con l'umanità: tale luogo corrisponde alla Torre del Diavolo, nel Wyoming. Si decide allora di isolare la zona e prepararsi all'eccezionale evento costruendo una base attrezzata, con le autorità governative, che optano per tenere il tutto segreto e far evacuare le zone circostanti, diffondendo la falsa notizia di una fuoriuscita di gas tossico da un treno in transito. I telegiornali, riportando tale notizia, mostrano la Torre del Diavolo, la cui forma è proprio quella che compare nell'immagine che ossessiona Roy, Jillian e molti di coloro che hanno avuto esperienze di incontri ravvicinati. Queste persone, vedendo la montagna, intuiscono di doversi assolutamente recare in tale luogo. La maggior parte delle persone che tentano di avvicinarsi sono bloccate dalle autorità, ma Jillian e Roy, che affrontano l'avventura insieme, riescono ad arrivare in cima. Nel cielo notturno, sopra la base segreta, improvvisamente appaiono decine di UFO, l'ultimo dei quali è l'enorme nave madre. Gli scienziati provano a comunicare attraverso luci colorate, associate alle note musicali della sequenza emessa dagli UFO, segnali ai quali gli alieni sembrano rispondere allo stesso modo.
Poco dopo la nave madre atterra e libera le persone rapite nel corso degli anni, che appaiono in ottima salute, felici e non invecchiate. Tra questi c'è anche il piccolo Barry, che riabbraccia la propria madre. Dalla navicella escono anche diversi alieni, che hanno un aspetto umanoide completamente glabro, con un corpo molto magro e un grande cranio allungato; essi rispondono alla sequenza musicale, tradotta in gesti con la mano da Lacombe. Nel frattempo i funzionari del governo avevano selezionato un gruppo di persone per farle interagire con gli extraterrestri. Questi, a cui si aggiunge Roy, vengono portati davanti alla navicella, ma solo Roy viene scelto per andare con loro. La navicella si chiude e decolla sparendo nel cielo.

## Estetica e stile
Il film racconta l'incontro ravvicinato tra l'umanità e un'intelligenza extraterrestre attraverso una narrazione molto semplice, quasi favolistica, con una conclusione assolutamente positiva. Lo stesso Steven Spielberg al termine delle riprese aveva commentato: «Volevo che Incontri ravvicinati del terzo tipo fosse una storia molto semplice, vissuta da una persona qualunque, che doveva essere testimone di un evento straordinario, un'esperienza sconvolgente e ossessionante, di quelle che cambiano completamente la vita». Una delle peculiarità del film è proprio il lieto fine: contrariamente alle aspettative iniziali degli umani, gli alieni non intendono conquistare e distruggere ma vengono in pace, ribaltando un'immagine classica del cinema di fantascienza postbellico. Tale particolarità rilevante sarà presente in un altro celebre film di fantascienza di Spielberg, E.T. l'extra-terrestre, uscito cinque anni dopo Incontri ravvicinati del terzo tipo.

## Produzione

### Ideazione

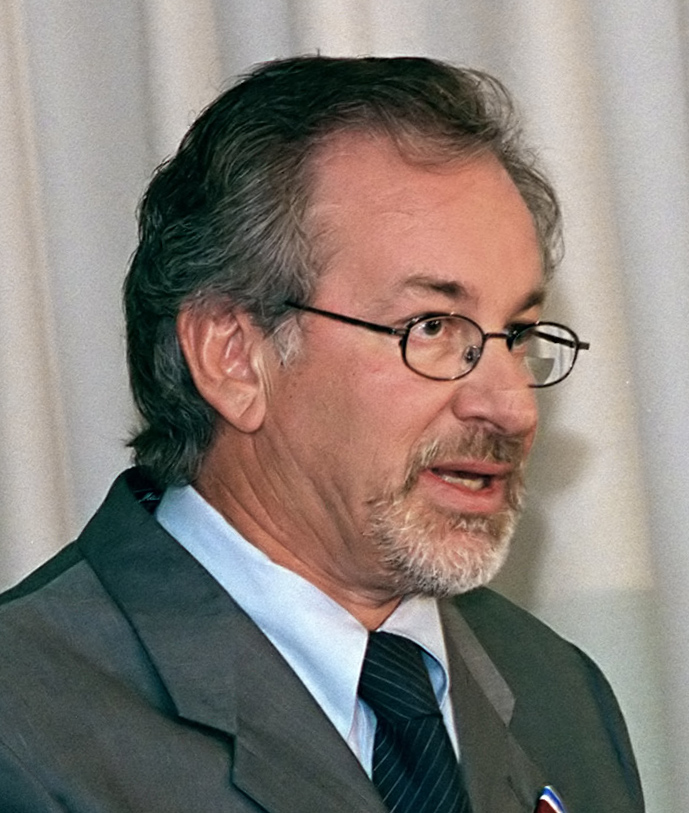
Steven Spielberg, regista e sceneggiatore del film, qui fotografato nel 1999

L'idea di Incontri ravvicinati del terzo tipo nacque quando Steven Spielberg, ancora giovane, assistette insieme a suo padre a una pioggia di meteoriti nel New Jersey. Dopo questa esperienza, ancora adolescente, produsse il film Firelight, riguardante temi ufologici, di cui molte scene sono state poi trasferite in Incontri ravvicinati del terzo tipo con la tecnica shot-for-shot. Nel 1973, durante la post-produzione di Sugarland Express, Spielberg firmò un contratto con la Columbia Pictures per la produzione di un film di fantascienza, con Julia Phillips e Michael Phillips scelti come co-produttori.
Dopo il successo ottenuto con il film Lo squalo, ha avuto la possibilità di girare un film con un ampio margine creativo, concessogli dalla Columbia. Inizialmente gli sceneggiatori Paul Schrader e John Hill gli proposero una storia basata su un ufficiale dell'aeronautica militare che dopo aver avuto un "incontro ravvicinato" inizia a cercare un contatto con gli extraterrestri, mettendosi a capo di un apposito progetto governativo segreto. Ma tale proposta venne rifiutata. Successivamente, Spielberg iniziò a scrivere la sceneggiatura con l'aiuto di Jerry Belson. Durante la scrittura, a suo dire, è stato molto influenzato dalla canzone When You Wish upon a Star, tratta dal film Pinocchio. Il titolo di lavorazione originale era Kingdom Come to Close Encounters, cambiato nell'attuale Close Encounters of the Third Kind (Incontri ravvicinati del terzo tipo) durante la fase di pre-produzione. Per il personaggio di Lacombe, Spielberg si sarebbe ispirato all'astronomo e ufologo Jacques Vallée. La scena dell'inseguimento di un UFO da parte di tre auto della polizia sarebbe stata ispirata da un caso UFO del 1966, l'avvistamento della contea di Portage.
J. Allen Hynek accettò di collaborare come consulente scientifico e fece la sua apparizione in un cameo. Anche l'United States Air Force e la NASA cooperarono nella produzione del film.

### Cast
- Roy Neary, interpretato da Richard Dreyfuss, doppiato da Pino Colizzi: addetto alla manutenzione delle linee elettriche dell'Indiana che vive l'esperienza di un incontro ravvicinato (a seguito della quale inizierà a dare segni di follia e verrà licenziato), incontrerà dal vivo gli alieni sulla Torre del Diavolo e si unirà a loro.
- Jillian Guiler, interpretata da Melinda Dillon, doppiata da Vittoria Febbi: la madre del piccolo Barry, rapito dagli alieni. Viaggia insieme a Roy per raggiungere la Torre del Diavolo.
- Barry Guiler, interpretato da Cary Guffey: bambino di tre anni che rimane vittima di un rapimento alieno da cui esce sano e salvo.
- Claude Lacombe, interpretato da François Truffaut: ricercatore francese che studia l'attività ufologica per conto del Governo degli Stati Uniti.
- David Laughlin, interpretato da Bob Balaban: assistente e traduttore del professor Lacombe.
- Veronica "Ronnie" Neary, interpretata da Teri Garr, doppiata da Maria Pia Di Meo: moglie di Roy Neary, che si allontana dal marito dopo l'inizio della sua ossessione.

### Riprese
Le riprese iniziarono il 16 maggio 1976, interessando i luoghi di Burbank, in California, la Torre del Diavolo, nel Wyoming, e le città di Mobile e Bay Minette, in Alabama. Inoltre, l'abitazione dove avviene il rapimento alieno di Barry si trova a Fairhope, mentre le scene nel deserto del Gobi in realtà sono state girate nel deserto del Mojave.
Durante la lavorazione non mancarono problemi sia tecnici sia economici. Spielberg aveva inizialmente stimato i costi per il film in circa 2,7 milioni di dollari, ma alla fine superarono i 19 milioni di dollari. A tal proposito il produttore esecutivo John Veich ha avuto occasione di affermare: «Se avessimo saputo prima che sarebbe costato così tanto, non credo che l'avremmo fatto». A contribuire alla crescita dei costi, ci fu anche un uragano atlantico che in Alabama causò diversi inconvenienti tecnici, specie durante le scene sonore.

### Effetti visivi
Il supervisore agli effetti speciali fu Douglas Trumbull, mentre Carlo Rambaldi disegnò gli alieni. Ralph McQuarrie e Greg Jein invece disegnarono e costruirono la navicella spaziale.
Visto che il film è stato girato in modo anamorfico, gli effetti visivi sono stati aggiunti su pellicola 70mm, per conformarli meglio con la pellicola 35mm. Si sperimentò anche la tecnica Computer-generated imagery, ma non usata perché troppo costosa. I piccoli alieni che si vedono nelle scene finali sono stati interpretati da ragazze locali nella cittadina di Mobile, in Alabama.

### La melodia

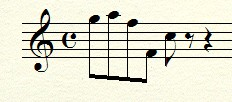
Le note del celebre tema musicale

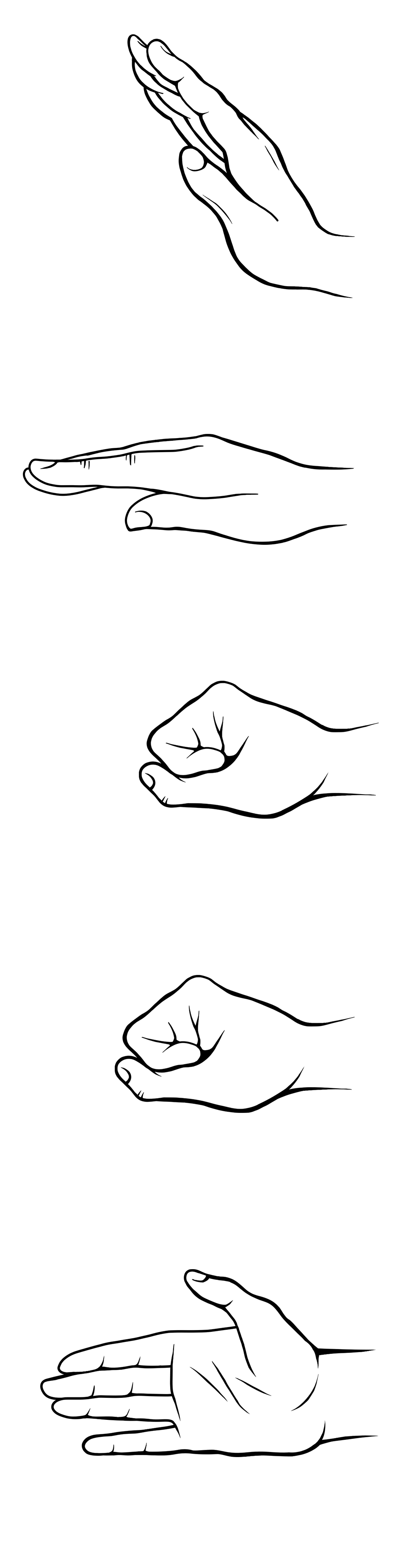
I gesti della scena finale del film ispirati al metodo Kodaly

Nel film, gli extraterrestri comunicano tramite un messaggio che è costituito da una sequenza di cinque suoni; si tratta di quattro note, due delle quali separate da un'ottava, dunque non è tecnicamente una scala pentatonica. Tale sequenza è stata scritta da John Williams, su diretta indicazione di Spielberg. In realtà Williams voleva utilizzare una melodia con almeno sette note, ma Spielberg volle categoricamente una sequenza di sole 5 note, che fosse possibile considerare come equivalente musicale della parola inglese Hello (Ciao), composta appunto da 5 lettere. Le note che compongono la sequenza sono: Sol(4) - La(4) - Fa(4) - Fa(3) - Do(4), ma nella scena finale del film vengono riprodotte nella tonalità di Do Maggiore: Re(4) - Mi(4) - Do(4) - Do(3) - Sol(3). La trasformazione delle note in gesti, che vengono usati come prima comunicazione tra alieni e terrestri, trae ispirazione dal metodo Kodaly per l'insegnamento della musica ai bambini, metodo che accoppiava ogni nota ad un gesto della mano.
In una scena del film, il personaggio di Lacombe osserva, dopo aver sentito la sequenza di suoni nella scena ambientata a Dharamsala in India: «Mais c'est la guerre pentatonique… cinq notes au lieu de sept!» (in italiano: «Ma è la guerra pentatonica… cinque note invece di sette!»).
Una simile sequenza di note viene descritta come emessa da un disco volante durante un avvistamento documentato nel libro La verità sui dischi volanti di Frank Edwards pubblicato nel 1969. La stessa musica è citata nel film Agente 007 - Moonraker - Operazione spazio, dove in una scena James Bond compone i cinque numeri del codice per entrare in un laboratorio a Venezia, all'inizio dell'esibizione live dei Daft Punk durante il tour Alive 2007, a simboleggiare l'incontro tra alieni (i Daft Punk si travestono notoriamente da robot) e umani (il pubblico), come intro nel pezzo Closer di deadmau5 e nell'introduzione del brano dei Duran Duran The Chauffer nella versione live dell'album Arena.
Un'altra sequenza musicale simile viene ripresa più volte sia a livello strumentale che vocale nel brano Little Green Men del chitarrista Steve Vai, traccia d'apertura del disco Flex-Able. Il tema principale apre inoltre la canzone Men, Martians and Machines del gruppo power metal tedesco Gamma Ray, contenuta nell'album Somewhere out in Space (1997).

## Colonna sonora

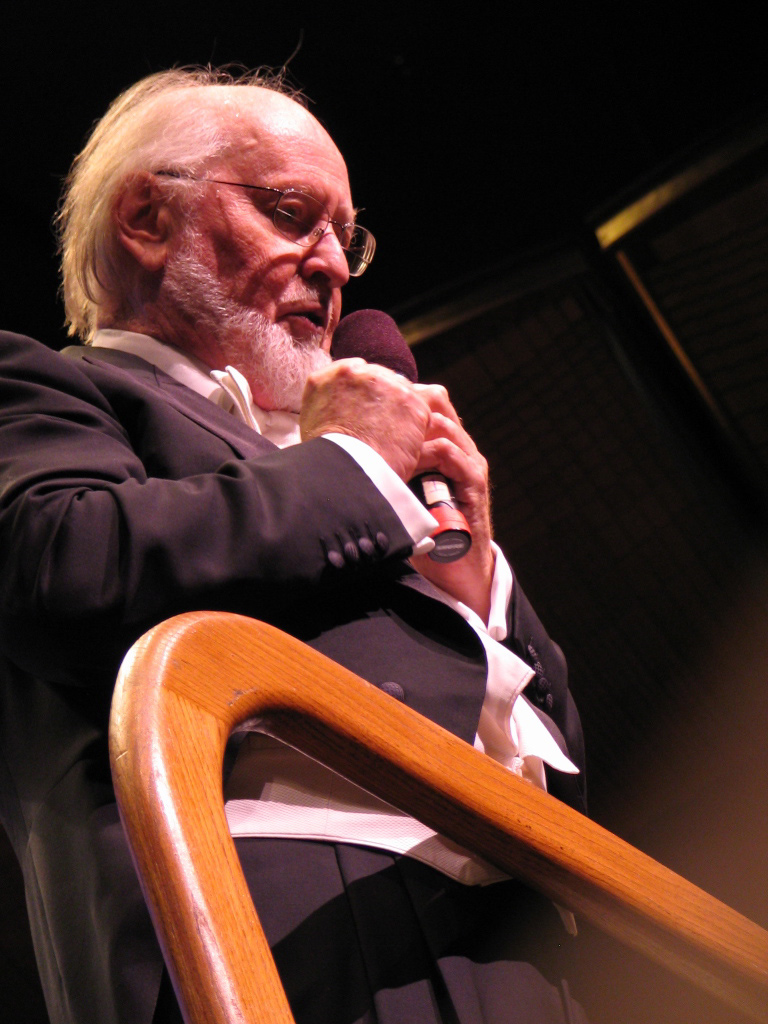
John Williams, compositore della colonna sonora

La colonna sonora del film, composta interamente da John Williams, che aveva già collaborato con Spielberg (e vinto un Oscar) ne Lo squalo, è stata candidata ai premi Oscar, ai British Academy of Film and Television Arts e ai Golden Globe. Singolarmente, a vincere tutti questi premi fu la colonna sonora di Star Wars, composta anch'essa da John Williams.
Incontri ravvicinati del terzo tipo ha poi vinto due Grammy Awards nel 1979: uno per miglior colonna sonora originale e uno per la miglior composizione strumentale per Theme from "Close Encounters of the Third Kind". La colonna sonora, della durata di 41 minuti, è stata registrata presso gli studi di registrazione Warner Bros. di Burbank, in California ed è stata distribuita nel 1977 in vinile, Stereo8 e musicassetta (nel 1990 è stata pubblicata la versione in CD), da parte della Arista Records. Questa si rivelò anche un successo commerciale, piazzandosi a febbraio del 1978 al 17º posto della Billboard 200, la classifica dei 200 nuovi album discografici e EP più venduti negli Stati Uniti, pubblicata ogni settimana dalla rivista Billboard; inoltre, la RIAA ha certificato, con un disco d'oro, le 500 000 copie vendute.
Con l'uscita della Collector's Edition Soundtrack, il 28 aprile 1998, è stata pubblicata una nuova versione della colonna sonora, questa volta solamente su Compact Disc. Tale edizione è stata realizzata effettuando una rimasterizzazione digitale a 20 bit dei nastri originali, e contiene 26 brani, per un totale di 77 minuti di musica. Il CD, pubblicato da Arista, è corredato da un libretto che contiene, fra l'altro, un'intervista a Williams.
Il 24 novembre 2017 la La-La Land Records ha pubblicato la 40th Anniversary Remastered Edition, un'edizione limitata a 5000 copie e costituita da 2 dischi: il primo, di 23 tracce (78:42 minuti), presenta la colonna sonora completa dell'edizione 1977 del film, mentre il secondo, di 31 tracce (74:26 minuti), presenta musica addizionale e versioni alternative di brani usati nel film.

### Tracce dellaCollector's Edition Soundtrack
1. Opening: Let There Be Light (0:49)
2. Navy Planes (2:06)
3. Lost Squadron (2:23)
4. Roy's First Encounter (2:41)
5. Encounter At Crescendo Summit (1:21)
6. Chasing UFOs (1:18)
7. False Alarm (1:42)
8. Barry's Kidnapping (6:19)
9. The Cover-Up (2:25)
10. Stars And Trucks (0:44)
11. Forming The Mountain (1:49)
12. TV Reveals (1:49)
13. Roy And Gillian On The Road (1:10)
14. The Mountain (3:31)
15. "Who Are You People?" (1:35)
16. The Escape (2:18)
17. The Escape (Alternate Cue) (2:40)
18. Trucking (2:01)
19. Climbing The Mountain (2:32)
20. Outstretch Hands (2:47)
21. Lightshow (3:43)
22. Barnstorming (4:25)
23. The Mothership (4:33)
24. Wild Signals (4:12)
25. The Returnees (3:45)
26. The Visitors/"Bye"/End Titles: The Special Edition (12:32)

L'album originale del 1977 conteneva invece:
Lato A
1. Main Title and Mountain Visions
2. Nocturnal Pursuit
3. The Abduction of Barry
4. I can't Believe It's Real
5. Climbing Devil's Tower
6. The Arrival of Sky Harbor

Lato B
1. Night Siege
2. The Conversation
3. The Appearance of the Visitors
4. Resolution and End Titles
5. Theme from "Close Encounters of the Third Kind"†

† solo nella riedizione del 1978, come bonus track nella cassetta e nel vinile.

## Distribuzione
Inizialmente il film era stato programmato per l'uscita nei cinema per l'estate del 1977, ma a causa di alcuni ritardi nella fase di produzione arrivò nei cinema solo nel mese di novembre.

### Altre edizioni
Nel 1979 la Columbia Pictures affidò a Steven Spielberg 2,5 milioni di dollari per produrre un'edizione speciale del film. La Special Edition fu distribuita nell'agosto del 1980 e, tra le altre, son state introdotte delle scene girate all'interno della astronave aliena. Spielberg in proposito ha dichiarato: «questa nuova versione è semplicemente un film migliore». Tale versione non fu distribuita nel mercato dell'home video fino al 2007.
Nel 1998 Spielberg produsse una nuova versione, la Collector's Edition (ora Director's Cut), pensata appositamente per il mercato home video, distribuita dapprima in VHS. Include alcune scene della Special Edition ma non quelle girate all'interno della astronave. Insieme a tale versione fu distribuito anche il "Making of" del film (girato nel 1997) che, include interviste a Steven Spielberg e ai principali membri del cast tecnico e artistico. Nel frattempo erano anche state elaborate altre versioni destinate alla trasmissione televisiva, ma queste ultime non furono curate dal regista.
Nel giugno del 2001 il film fu, per la prima volta, disponibile in DVD. Il cofanetto conteneva la versione Collector's Edition (ora Director's Cut), il "Making of", i trailer originali e, varie scene tagliate, comprese le scene girate all'interno della astronave viste nella Special Edition del 1980.
In occasione del 30º anniversario, nel novembre del 2007, fu distribuito un nuovo cofanetto DVD (disponibile anche in doppio Blu-ray) contenente tutte e tre le versioni del film (Original Theatrical Version, Special Edition e Director's Cut), il "Making of" e, un'intervista speciale a Steven Spielberg che parla del film 30 anni dopo la sua prima uscita.

### Edizioni italiane
Il doppiaggio originale, diretto da Renato Izzo su dialoghi di Roberto De Leonardis, venne eseguito dalla C.D. - Cooperativa Doppiatori presso gli studi della International Recording. Le edizioni home video distribuite a partire dal 1998 non includono il doppiaggio del 1977. È stato sostituito dal ridoppiaggio, effettuato dalla Sefit-CDC su dialoghi di Daniela Papa, per poter costruire una traccia a 5.1 canali. Il ridoppiaggio venne diretto da Manlio De Angelis; la voce del protagonista Roy Neary è quella di Roberto Chevalier (la prima volta era di Pino Colizzi, che aveva già doppiato Richard Dreyfuss ne Lo squalo).

## Accoglienza

### Incassi
All'uscita nei cinema il film ebbe un grande successo, incassando 132 088 635 dollari nel Nord America e 171 700 000 dollari nel resto del mondo, per un incasso mondiale di oltre 300 milioni di dollari.

### Critica
Il critico cinematografico americano Jonathan Rosenbaum lo ha definito «la migliore espressione della parte buona di Spielberg». La rivista Variety, anche se ha fornito una recensione positiva, ha scritto che «In Incontri ravvicinati del terzo tipo mancano il calore e l'umanità che si vedono in Guerre stellari». Jean Renoir lo ha paragonato ai racconti di Jules Verne e Georges Méliès. Lo scrittore Ray Bradbury lo ha invece definito «il miglior film di fantascienza mai realizzato».

## Riconoscimenti
Ai premi Oscar del 1978 il film ottenne 9 candidature, vincendo nelle categorie miglior fotografia e premio speciale per gli effetti sonori.
Oltre ai due premi Oscar, Incontri ravvicinati del terzo tipo ha vinto anche un BAFTA Award per la miglior direzione artistica, un David di Donatello per il miglior film straniero, tre Saturn Award, per la miglior regia, miglior colonna sonora e miglior scrittura, un Grammy Award per la miglior colonna sonora, un Golden Screen Award, un Golden Reel Award per il miglior montaggio sonoro negli effetti sonori e un National Board of Review Award.
- 1978 - Premio Oscar
  - Miglior fotografia a Vilmos Zsigmond
  - Miglior montaggio sonoro (Oscar Speciale) a Frank E. Warner
  - Candidatura Migliore regia a Steven Spielberg
  - Candidatura Miglior attrice non protagonista a Melinda Dillon
  - Candidatura Migliore scenografia a Joe Alves, Daniel A. Lomino e Phil Abramson
  - Candidatura Miglior montaggio a Michael Kahn
  - Candidatura Miglior sonoro a Robert Knudson, Robert Glass, Don MacDougall e Gene S. Cantamessa
  - Candidatura Migliori effetti speciali a Roy Arbogast, Douglas Trumbull, Matthew Yuricich, Gregory Jein e Richard Yuricich
  - Candidatura Miglior colonna sonora a John Williams
- 1978 - Golden Globe
  - Candidatura Miglior film drammatico
  - Candidatura Migliore regia a Steven Spielberg
  - Candidatura Migliore sceneggiatura a Steven Spielberg
  - Candidatura Miglior colonna sonora a John Williams
- 1979 - Premio BAFTA
  - Migliore scenografia a Joe Alves
  - Candidatura Miglior film
  - Candidatura Migliore regia a Steven Spielberg
  - Candidatura Miglior attore non protagonista a François Truffaut
  - Candidatura Migliore sceneggiatura a Steven Spielberg
  - Candidatura Migliore fotografia a Vilmos Zsigmond
  - Candidatura Miglior montaggio a Michael Kahn
  - Candidatura Miglior sonoro a Robert Knudson, Robert Glass, Don MacDougall, Gene S. Cantamessa, Stephen Katz, Frank E. Warner, Richard Oswald, David M. Horton, Sam Gemette, Gary S. Gerlich, Chester Slomka e Neil Burrow
  - Candidatura Miglior colonna sonora a John Williams
- 1978 - David di Donatello
  - Miglior film straniero a Julia Phillips e Michael Phillips
- 1977 - National Board of Review Awards
  - Migliori dieci film
  - Migliori effetti speciali

- 1978 - Saturn Award
  - Miglior regista a Steven Spielberg
  - Miglior colonna sonora a John Williams
  - Candidatura Miglior film di fantascienza
  - Candidatura Miglior attore a Richard Dreyfuss
  - Candidatura Miglior attrice a Melinda Dillon
  - Candidatura Miglior attrice non protagonista a Teri Garr
  - Candidatura Miglior sceneggiatura a Steven Spielberg
  - Candidatura Miglior trucco a Bob Westmoreland, Thomas R. Burman e Carlo Rambaldi
  - Candidatura Migliori effetti speciali a Douglas Trumbull
- 1979 - Awards of the Japanese Academy
  - Candidatura Miglior film straniero
- 1979 - Grammy Award
  - Miglior album a John Williams
- 1978 - Golden Reel Award
  - Miglior montaggio sonoro negli effetti sonori
- 1978 - Eddie Award
  - Candidatura Miglior montaggio a Michael Kahn
- 1978 - DGA Award
  - Candidatura Miglior regia a Steven Spielberg
- 1978 - Premio Hugo
  - Candidatura Miglior rappresentazione drammatica a Steven Spielberg
- 1977 - New York Film Critics Circle Awards
  - Candidatura Miglior film
  - Candidatura Miglior regia a Steven Spielberg
- 1978 - WGA Award
  - Candidatura Miglior sceneggiatura a Steven Spielberg
- 1979 - Golden Screen
  - Golden Screen
- 1977 - National Society of Film Critics Awards
  - Candidatura Miglior film
  - Candidatura Miglior regia a Steven Spielberg

Nel 2007, inoltre, è stato selezionato per la conservazione nel National Film Registry della Biblioteca del Congresso degli Stati Uniti d'America.